# Cinclosoma castaneothorax
Il tordo quaglia pettocastano (Cinclosoma castaneothorax Gould, 1849) è un uccello passeriforme della famiglia degli Psophodidae.

## Etimologia
Il nome scientifico della specie, castaneothorax, deriva dal latino e significa "dal torace castano", in riferimento alla livrea di questi uccelli: il loro nome comune altro non è che la traduzione di quello scientifico.

## Descrizione

### Dimensioni
Misura 21–25 cm di lunghezza, per 55-75 g di peso.

### Aspetto

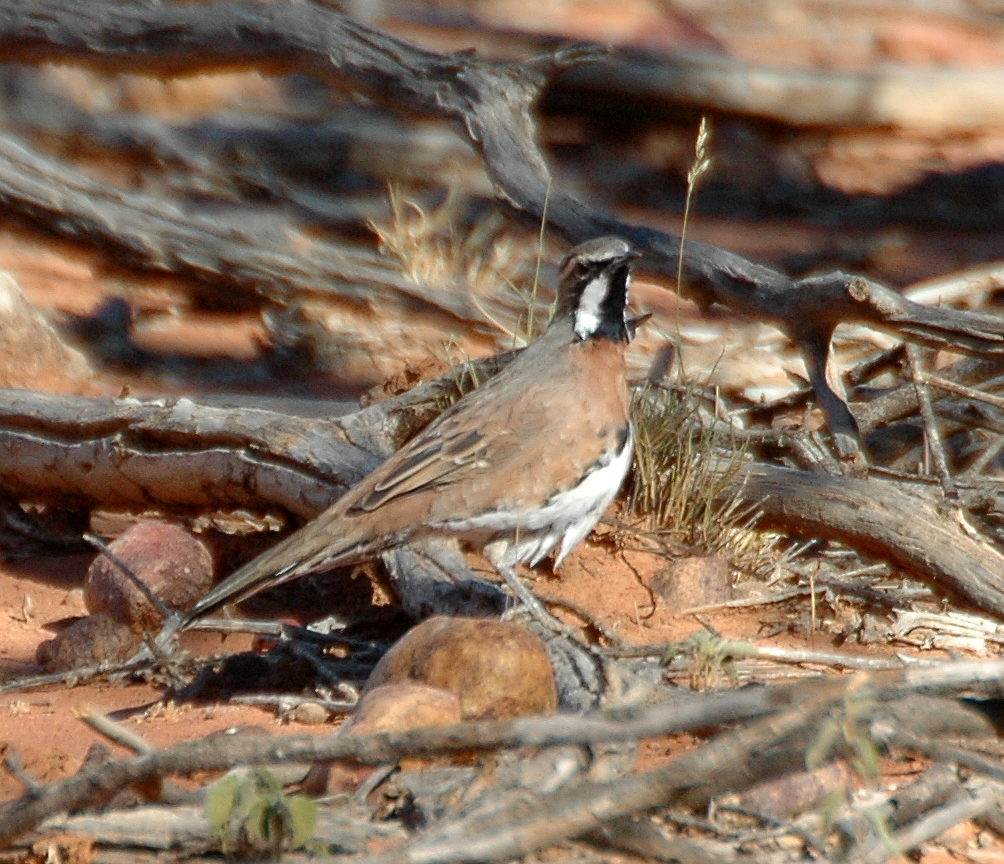
Esemplare nel Queensland.

Si tratta di uccelli dall'aspetto massiccio, muniti di testa allungata con becco conico e appuntito, corpo arrotondato con petto prominente e ali arrotondate, coda squadrata e di media lunghezza e zampe forti e allungate.
Il piumaggio presenta dimorfismo sessuale piuttosto evidente. Nei maschi la testa e la parte superiore del dorso sono di colore grigio cenere, mentre la fronte ed il sopracciglio sono bianchi, così come bianco è un ampio mustacchio che va dai lati del becco ai lati del collo, mentre l'area fra i lati del becco e gli occhi, oltre che la gola, sono di colore nero: petto (come intuibile dal nome comune e dal nome scientifico), fianchi, codione e coda sono di colore bruno-arancio, mentre dorso e ali sono di un bruno lievemente più scuro e tendente al castano, con queste ultime che presentano area scapolare con penne nere dalla punta bianca e le copritrici primarie dello stesso colore. La parte bassa del petto, il ventre ed il sottocoda sono di colore bianco, separato dal bruno toracico da una banda nera a forma di mezzaluna rovesciata: anche le penne del sottocoda e quelle dell'area di confine fra il bianco ed il bruno dei fianchi presentano una macchia nera sulla punta.

Le femmine mancano del tutto del nero facciale e ventrale, sostituito dal bruno.
In ambedue i sessi il becco e le zampe sono di colore nerastro, mentre gli occhi sono di colore bruno scuro.

## Biologia
Si tratta di uccelli diurni, che vivono da soli o al più in coppie: pur essendo in grado di volare, i tordi quaglia pettocastano si alzano in volo molto raramente, passando la maggior parte della giornata al suolo, cercando il cibo fra i sassi o alla base di erbe e cespugli, ed accovacciandosi o nascondendosi fra la vegetazione in caso di pericolo, sfruttando il piumaggio mimetico.
Il richiamo di questi uccelli è composto da due note fischiate uguali, seguite da una serie veloce di fischi più acuti.

### Alimentazione
La dieta di questi uccelli è in massima parte insettivora, componendosi perlopiù di insetti, ragni ed altri piccoli invertebrati, scegliendo prede sotto i 6–7 mm di lunghezza, con predilezione per quelle di 1–2 mm.

### Riproduzione
La stagione riproduttiva va da gennaio a ottobre, con le deposizioni che si concentrano fra luglio e settembre, generalmente seguendo di una ventina di giorni le piogge.
Il nido viene costruito dalla sola femmina al suolo, generalmente alla base di un cespuglio, intrecciando all'uopo foglie sechce e rametti in forma di coppa: al suo interno, essa depone 2-3 uova, che provvede a covare da sola (col maschio che si occupa nel frattempo di nutrirla e che rimane di guardia nei pressi del nido, scacciando eventuali intrusi, come garruli e campanari crestati) per una ventina di giorni, al termine dei quali schiudono pulli ciechi ed implumi.

I nidiacei vengono accuditi ed imbeccati da ambedue i genitori: durante il loro allevamento, spesso giungono presso il nido esemplari estranei giovani ed adulti, che però in genere (soprattutto i giovani) non partecipano nelle cure parentali ed anzi non di rado vengono scacciati aggressivamente dal maschio.

## Distribuzione e habitat
Il tordo quaglia pettocastano è endemico dell'Australia, della quale popola le propaggini orientali e sud-orientali del Grande Bacino Artesiano, dal Queensland centrale al Nuovo Galles del Sud centrale ed occidentale.
L'habitat di questi uccelli è rappresentato dalle aree rocciose semiaride a sparsa copertura cespugliosa, in genere con prevalenza di mulga.